# Улица Исаакяна (Ереван)
Улица Исаакяна (арм. Իսահակյան փողոց) — улица в Ереване (Республика Армения). Находится в центральной части города, проходит как продолжение улицы Алека Манукяна до Проспекта Маршала Баграмяна. На всем протяжении к улице прилегает сквер  Кольцевого бульвара.
Названа в честь армянского писателя Аветика Исаакяна (1875—1957).

## История
Современное название с 1958 года. В 2024 году движение на улице стало односторонним

## Объекты
На улице Исаакяна расположены

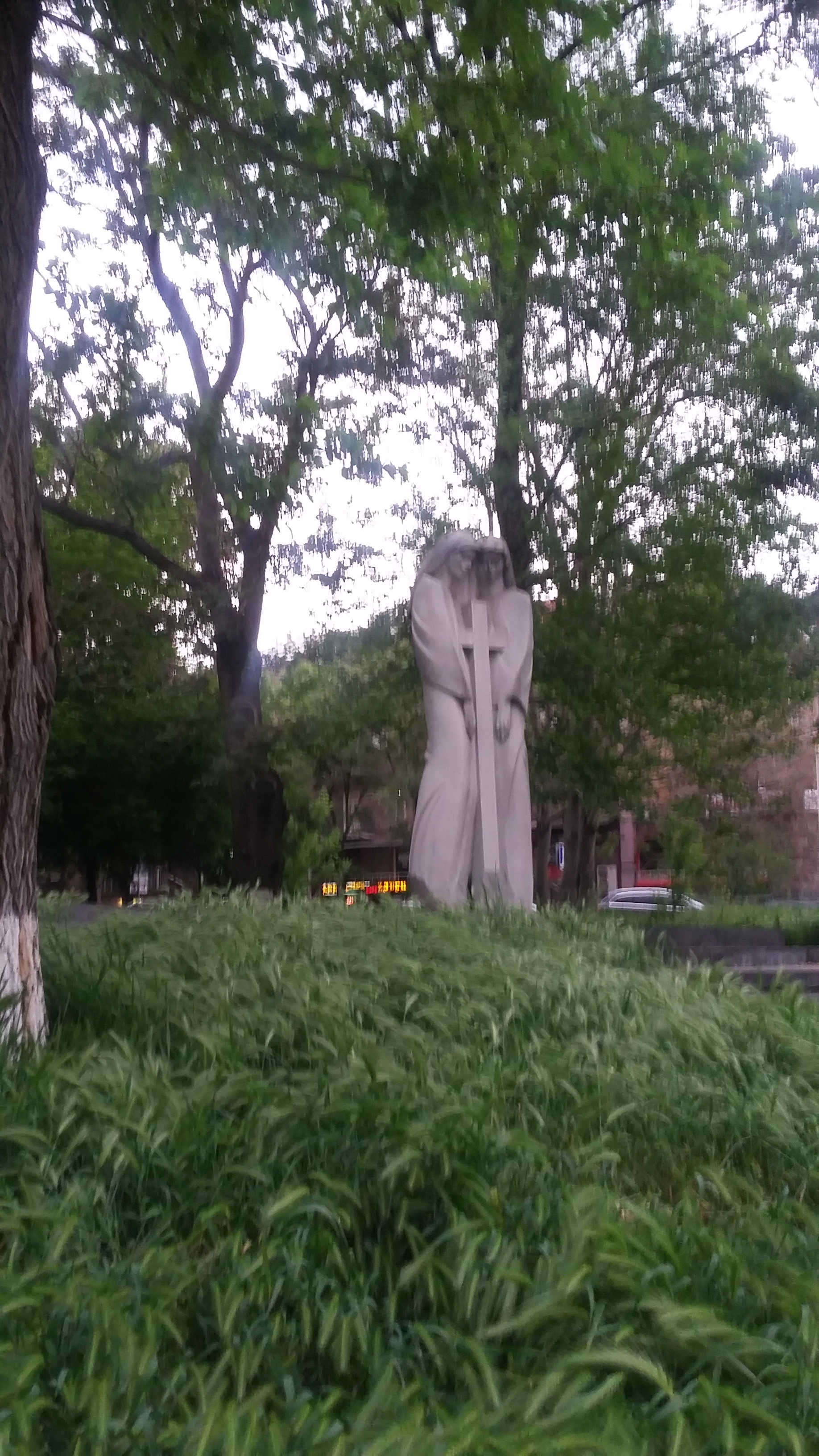
«Общий крест» — русско-армянской дружбе

- Дом камерной музыки имени Комитаса,
- станция метро Еритасардакан,
- Драматический театр имени Рачьи Капланяна,
- Ереванская государственная художественная академия,
- Галерея Саргиса Мурадяна,
- Музей русского искусства,
- комплекс Каскад,
- а также здания общественных организаций и офисы многих корпораций.

В прилегающем к улице Исаакяна Кольцевом парке установлены памятники
- писателю Аветику Исаакяну
- «Общий крест» — русско-армянской дружбе
- памяти жертв геноцида ассирийцев 1914—1918
- памяти езидских жертв
- памяти геноцида евреев

а с противоположной стороны улицы — армянскому первопечатнику Акопу Мегапарту

## Транспорт
Улица является пешеходно-транспортной. По улице не проходят маршруты городского транспорта, однако на улице расположена станция метро Еритасардакан. Улицу пересекают одни из самых оживленных транспортных артерий города — проспект Маршала Баграмяна, проспект Маштоца, а также улицы Теряна, Абовяна и Налбандяна. Улица Геворга Кочара начинается в центральной части улицы Исаакяна, недалеко от станции метро Еритасардакан.

## Известные жители

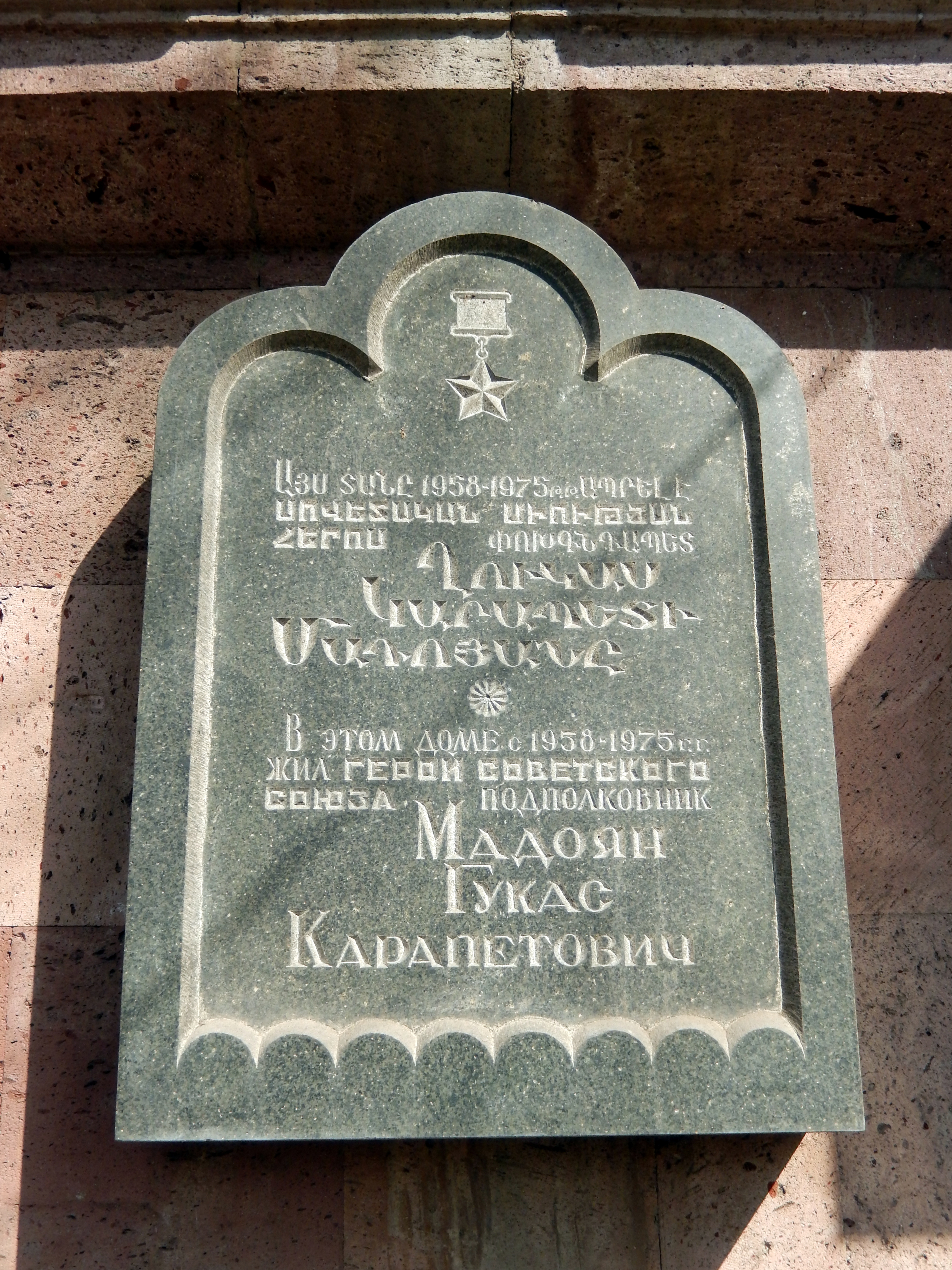
Памятная доска Мадояну

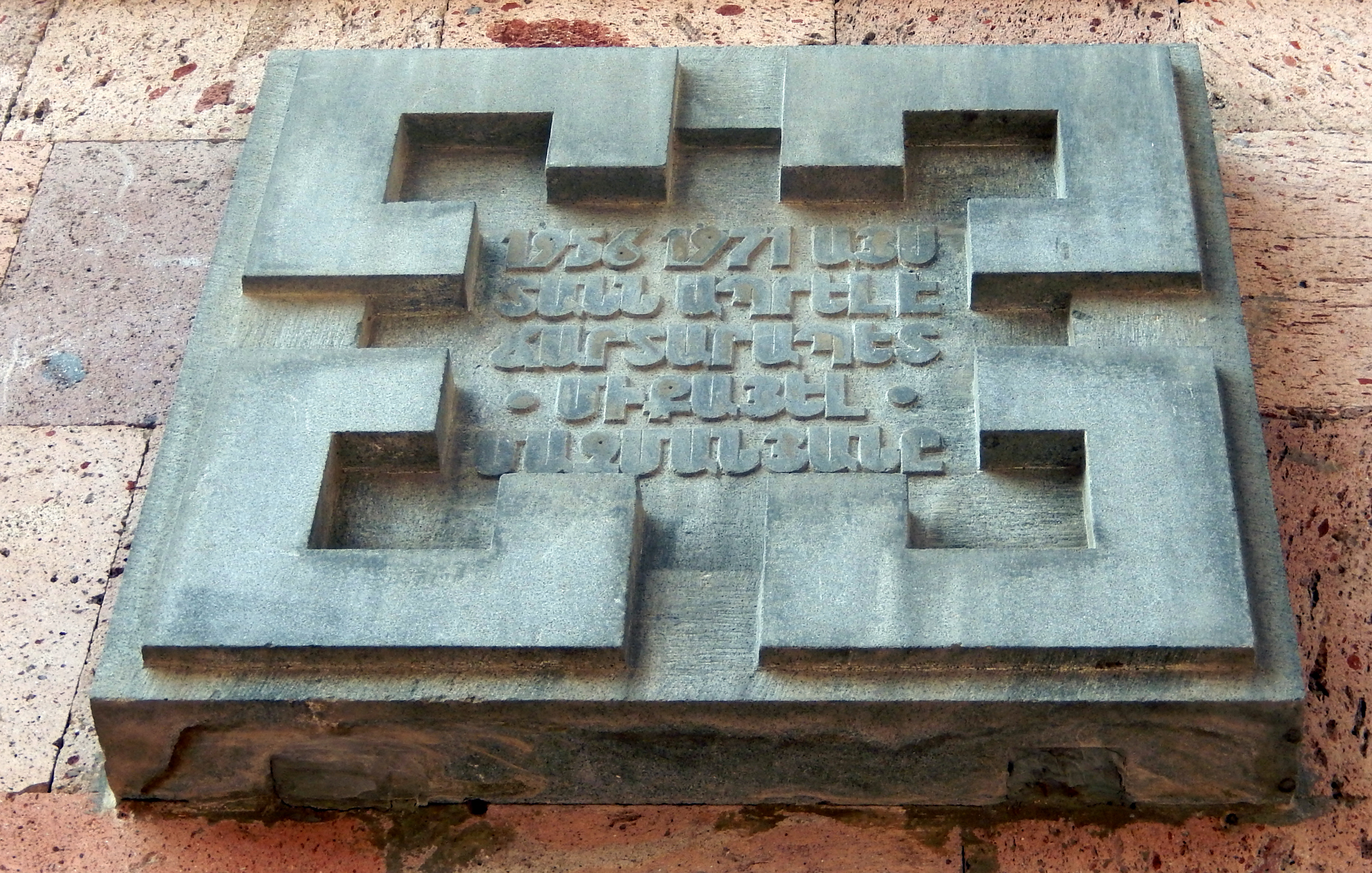
Мемориальная доска Мазманяну

д. 18 — Герой Советского Союза Гукас Мадоян (мемориальная доска)
д. 38 — архитектор Микаэл Мазманян (мемориальная доска)

— архитектор Оганес Маркарян (мемориальная доска)
 — государственный деятель Яков Заробян (мемориальная доска)
 — генерал Нвер Сафарян (мемориальная доска)
д. 44 — писатель Арутюн Мкртчян (мемориальная доска)

## Галерея

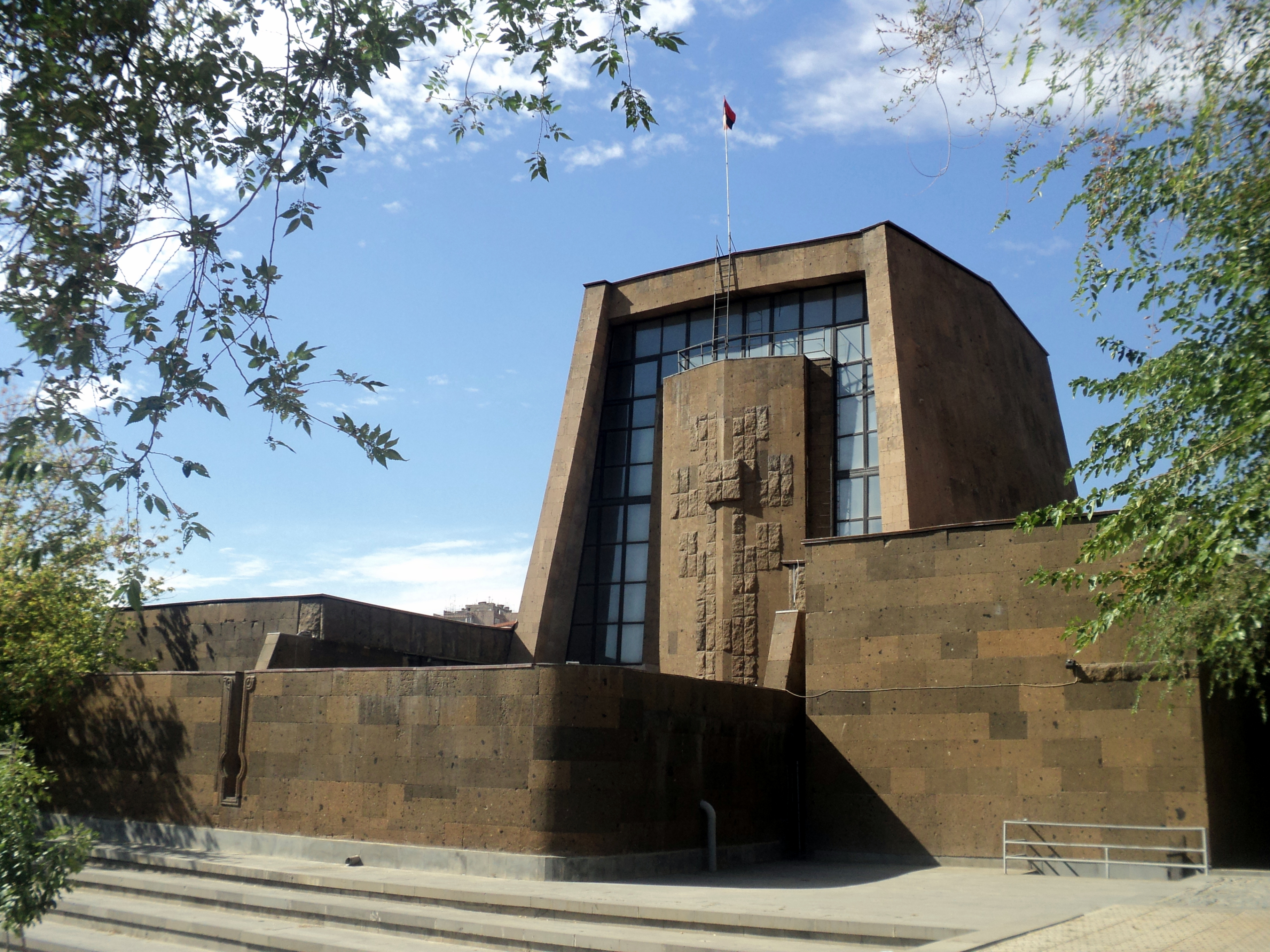
Камерный дом музыки имени Комитаса
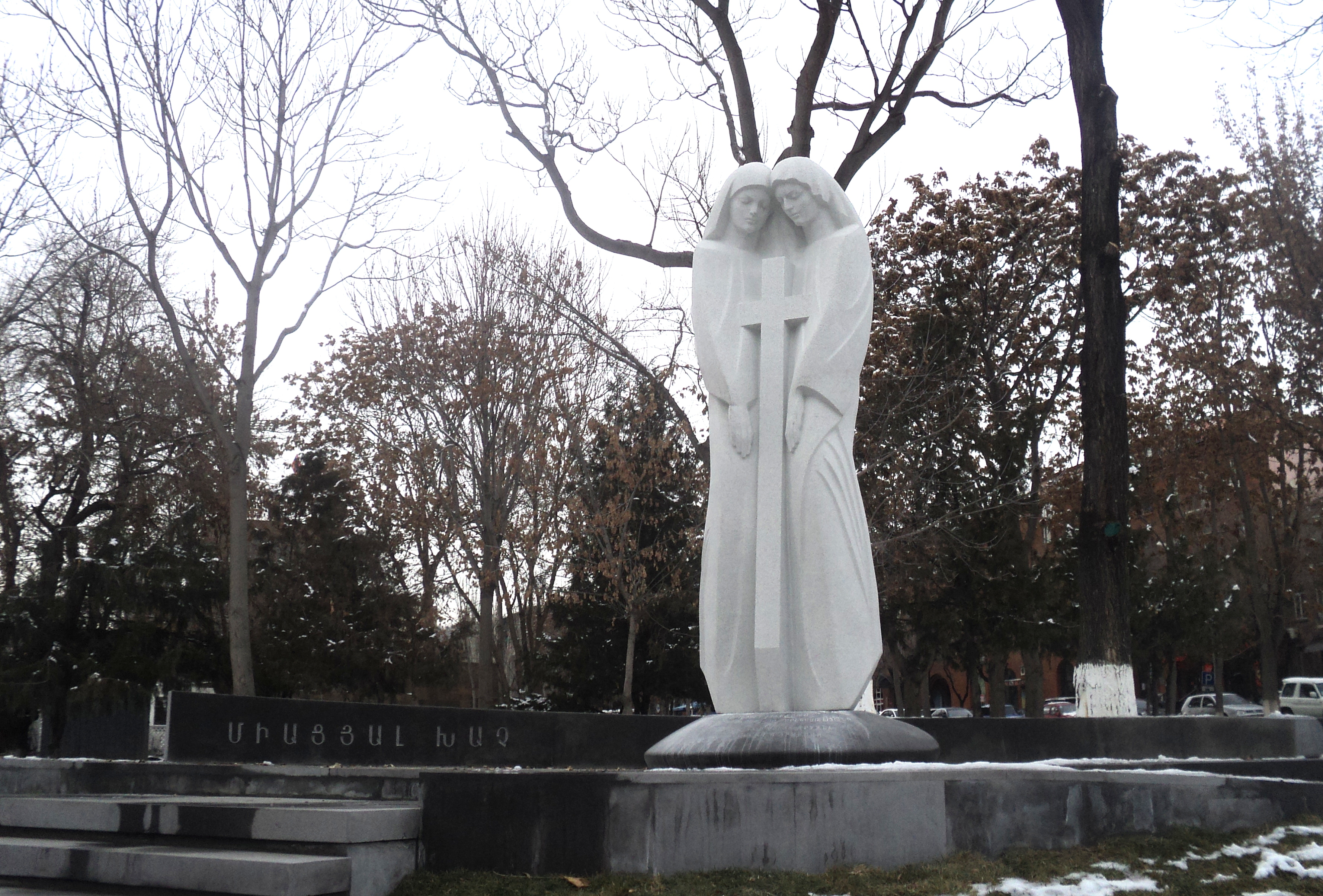
«Общий крест» — памятник русско-армянской дружбе
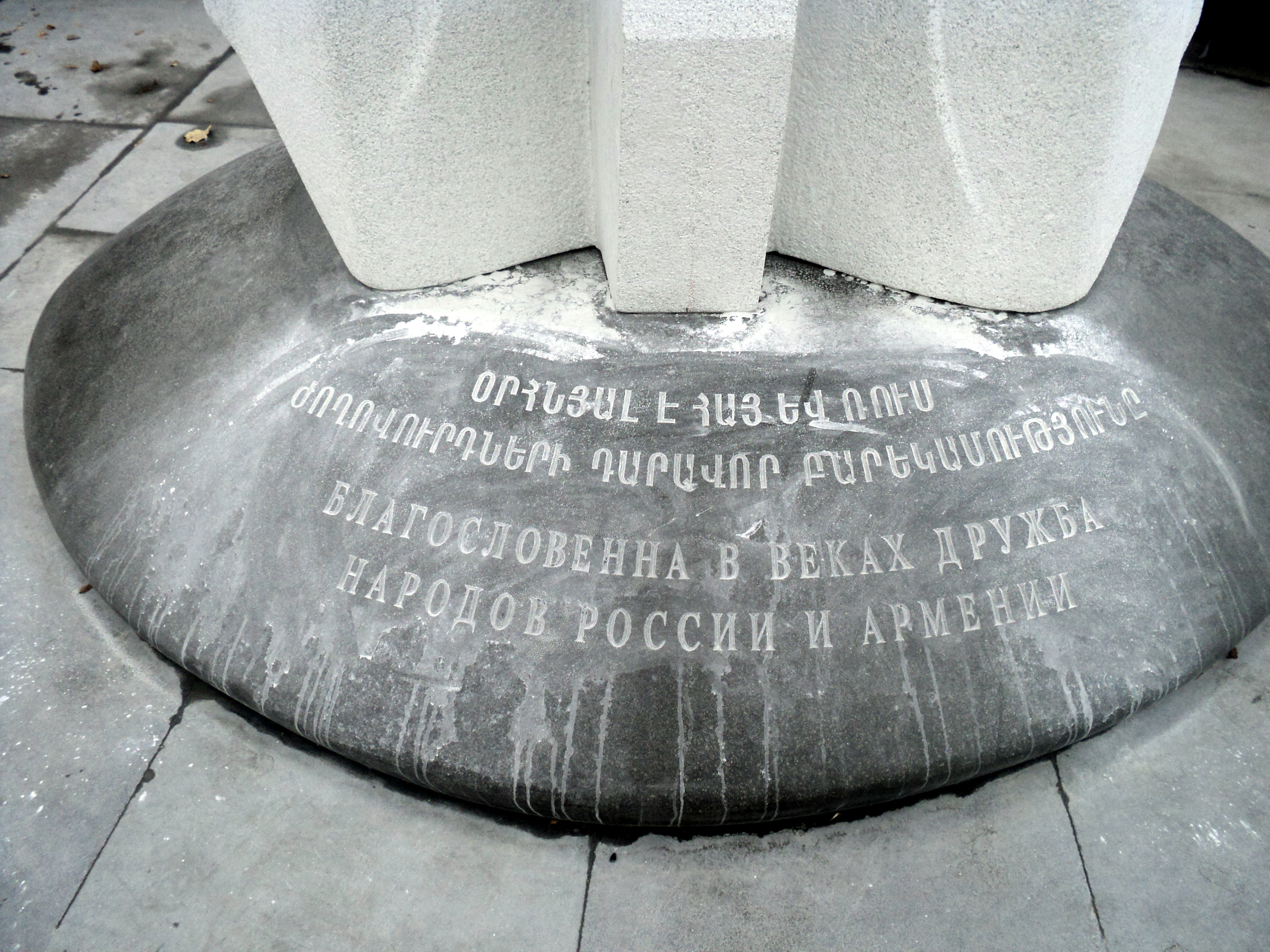
Подпись памятника русско-армянской дружбе
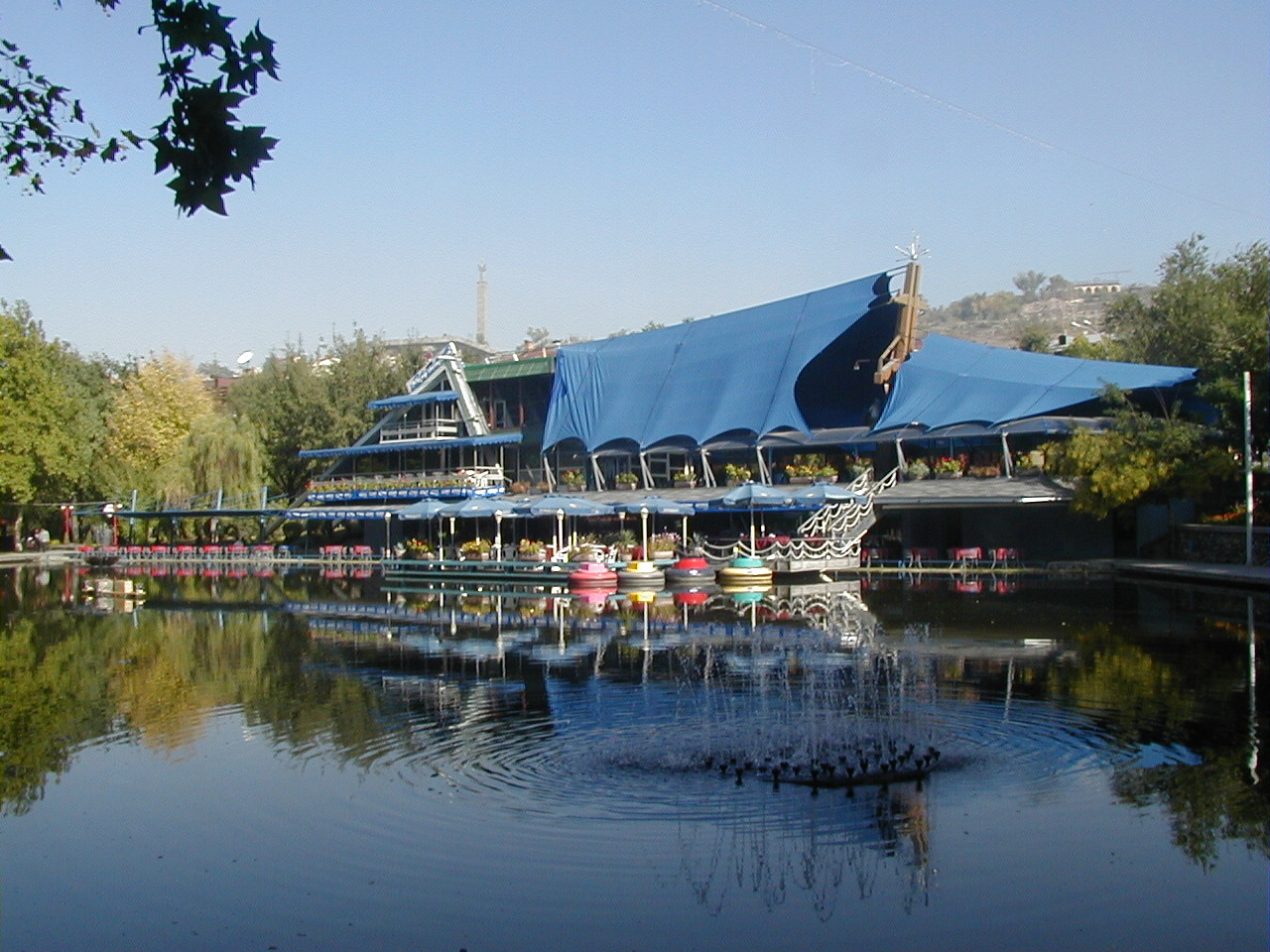
Парк на улице Исаакяна
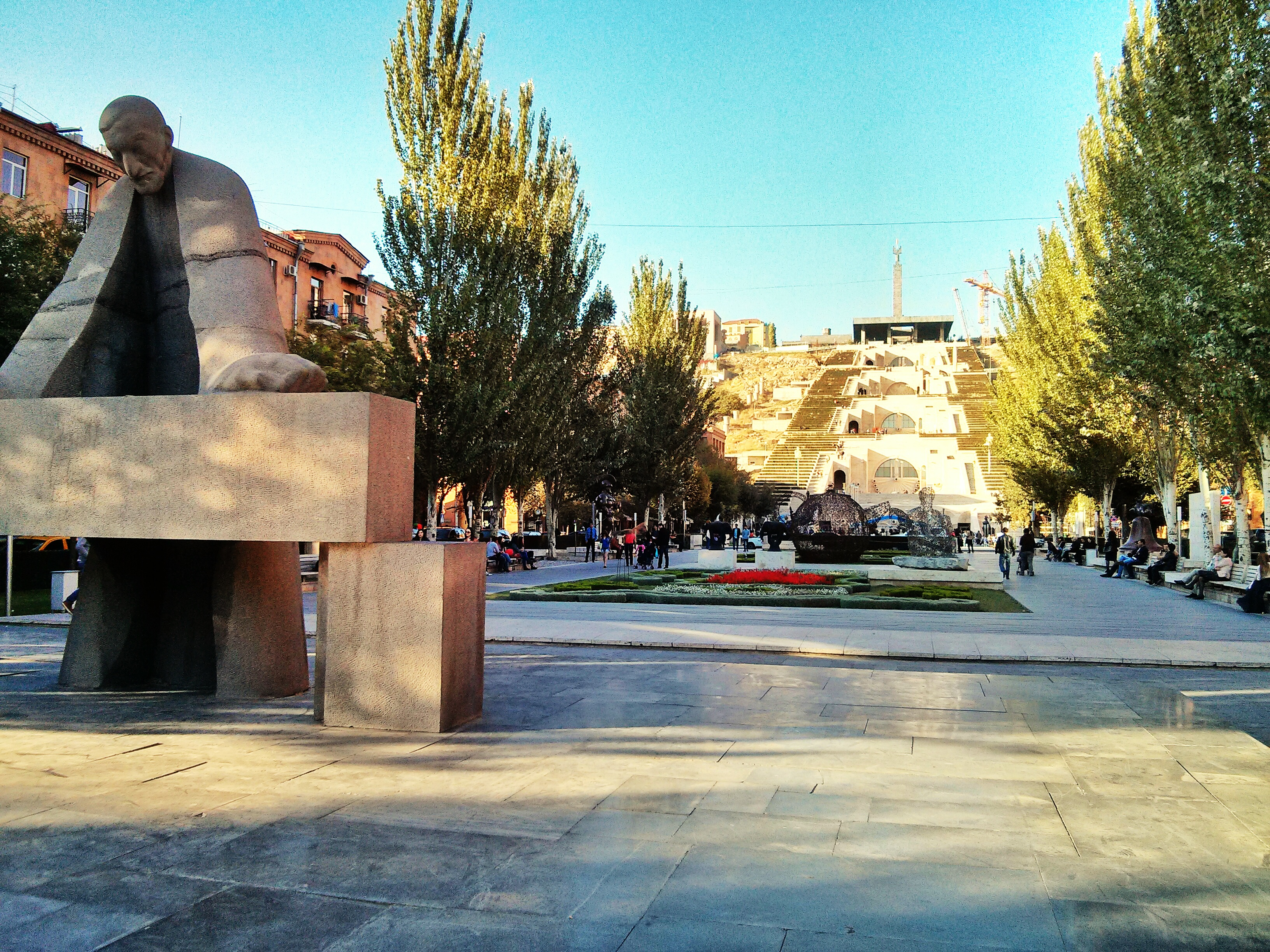
Комплекс Каскад и памятник Александру Таманяну
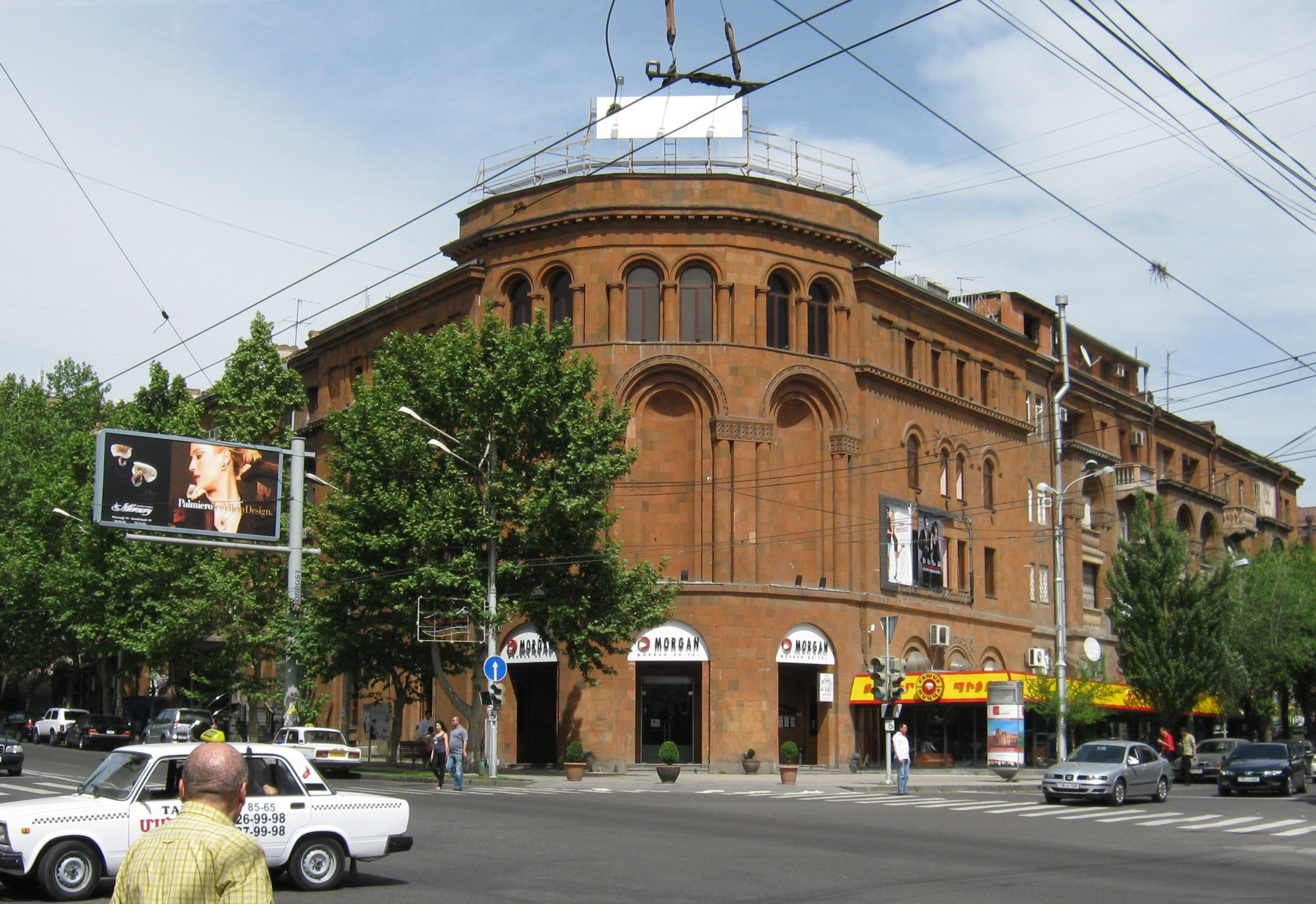
Кинотеатр Наири
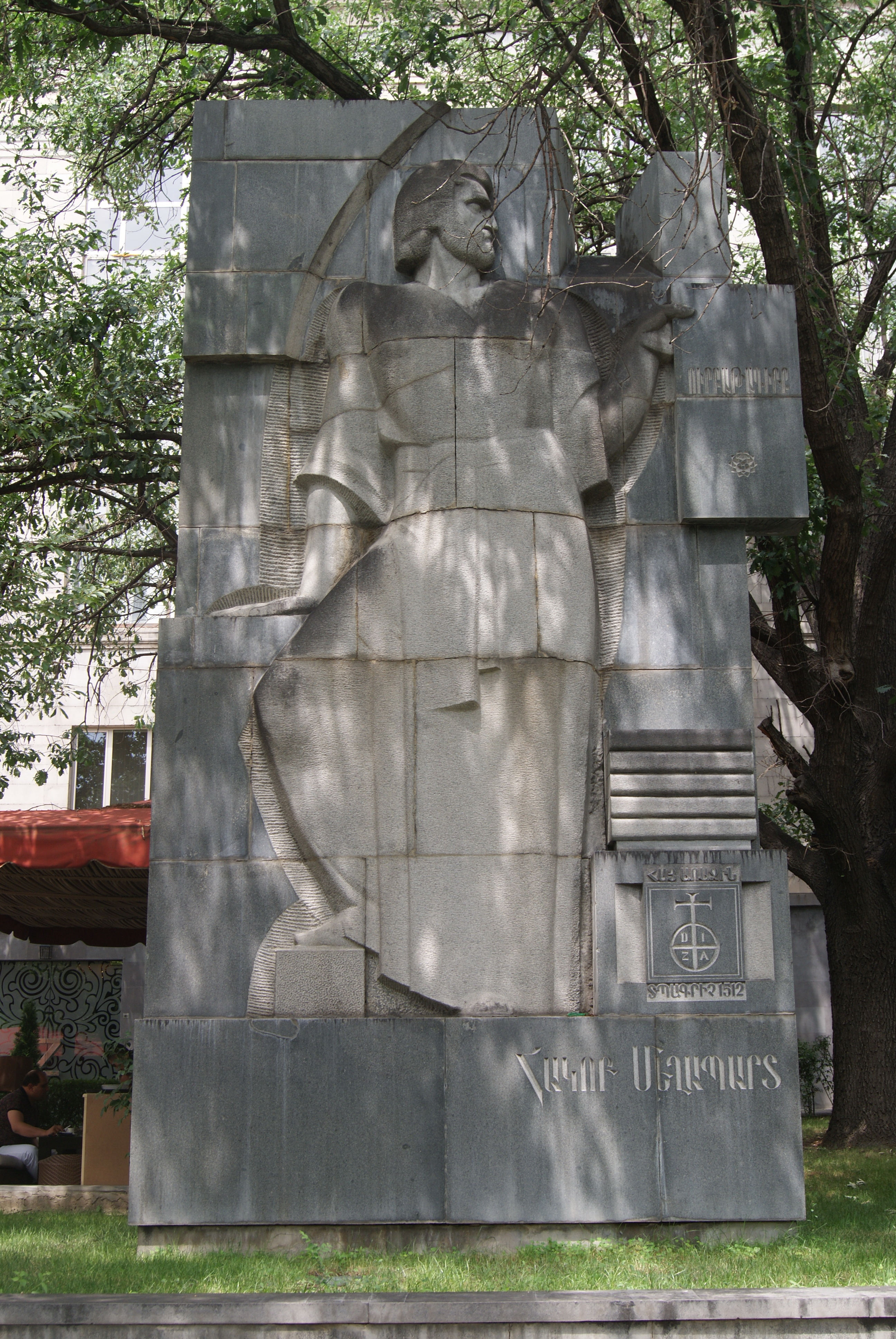
Памятник Акопу Мегапарту
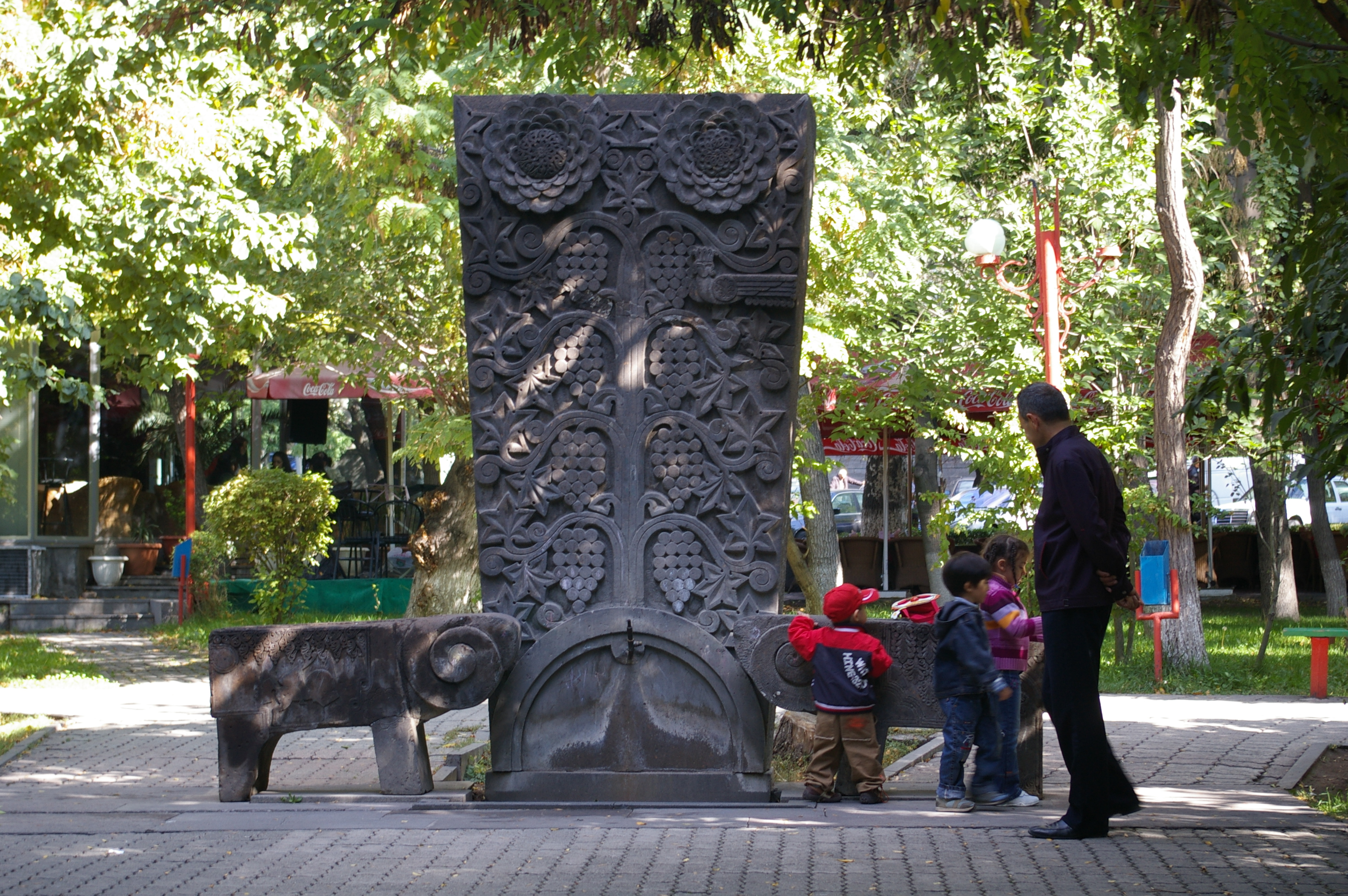
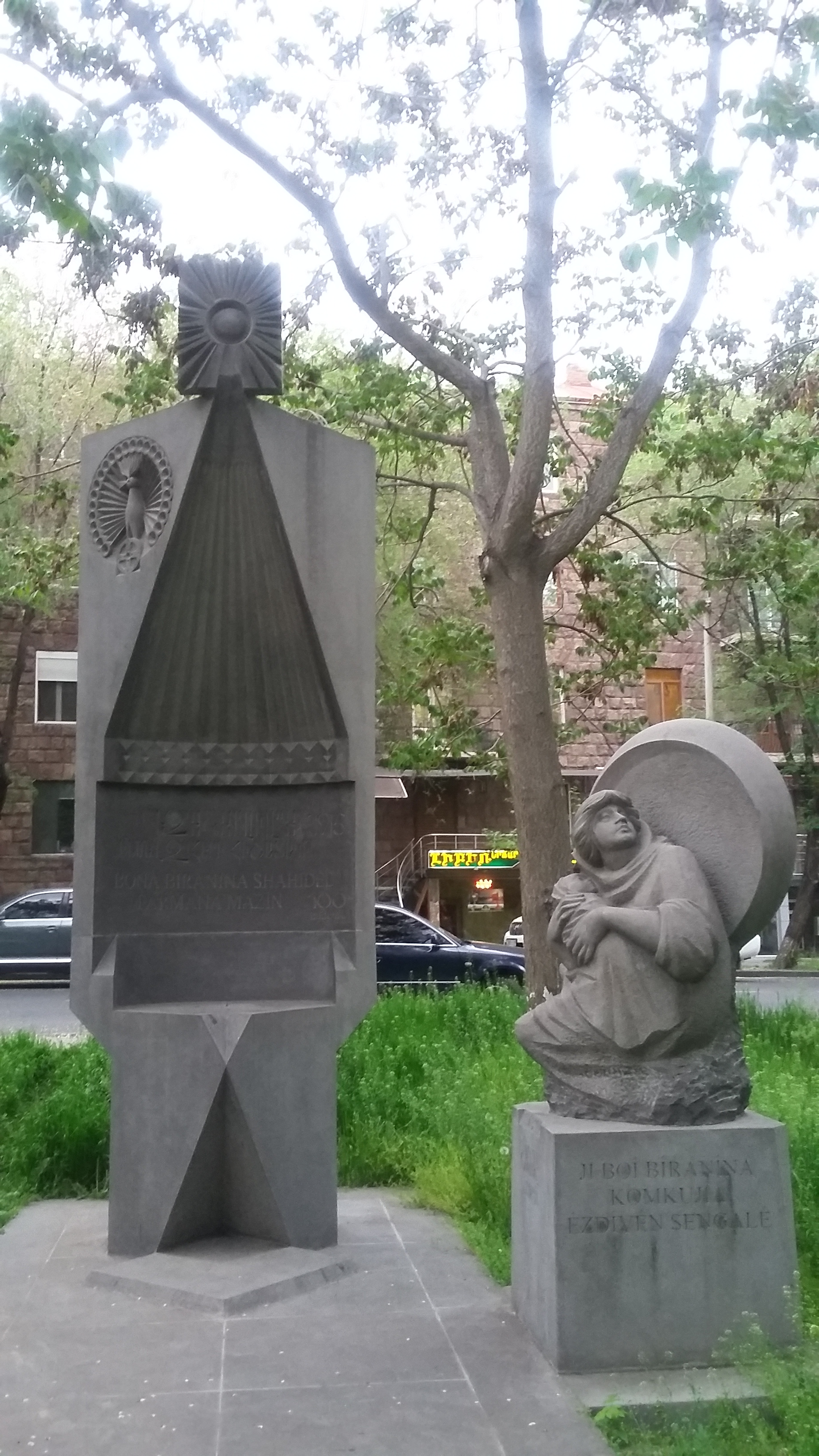
Памятник езидским жертвам